# 島田良二
島田 良二（しまだ りょうじ、1926年4月3日 - 2005年7月1日）は、日本の文学者。千葉大学名誉教授。
旧制松本高等学校文科、東京大学文学部を経て1957年、東京大学大学院文学研究科博士課程修了。千葉県立佐倉高等学校教諭、茨城大学人文学部助教授、千葉大学教養部教授を歴任。

## 主な著書
- 『平安前期私家集の研究』
- 『古今集とその周辺』
- 『王朝和歌論考』